# Shibusa

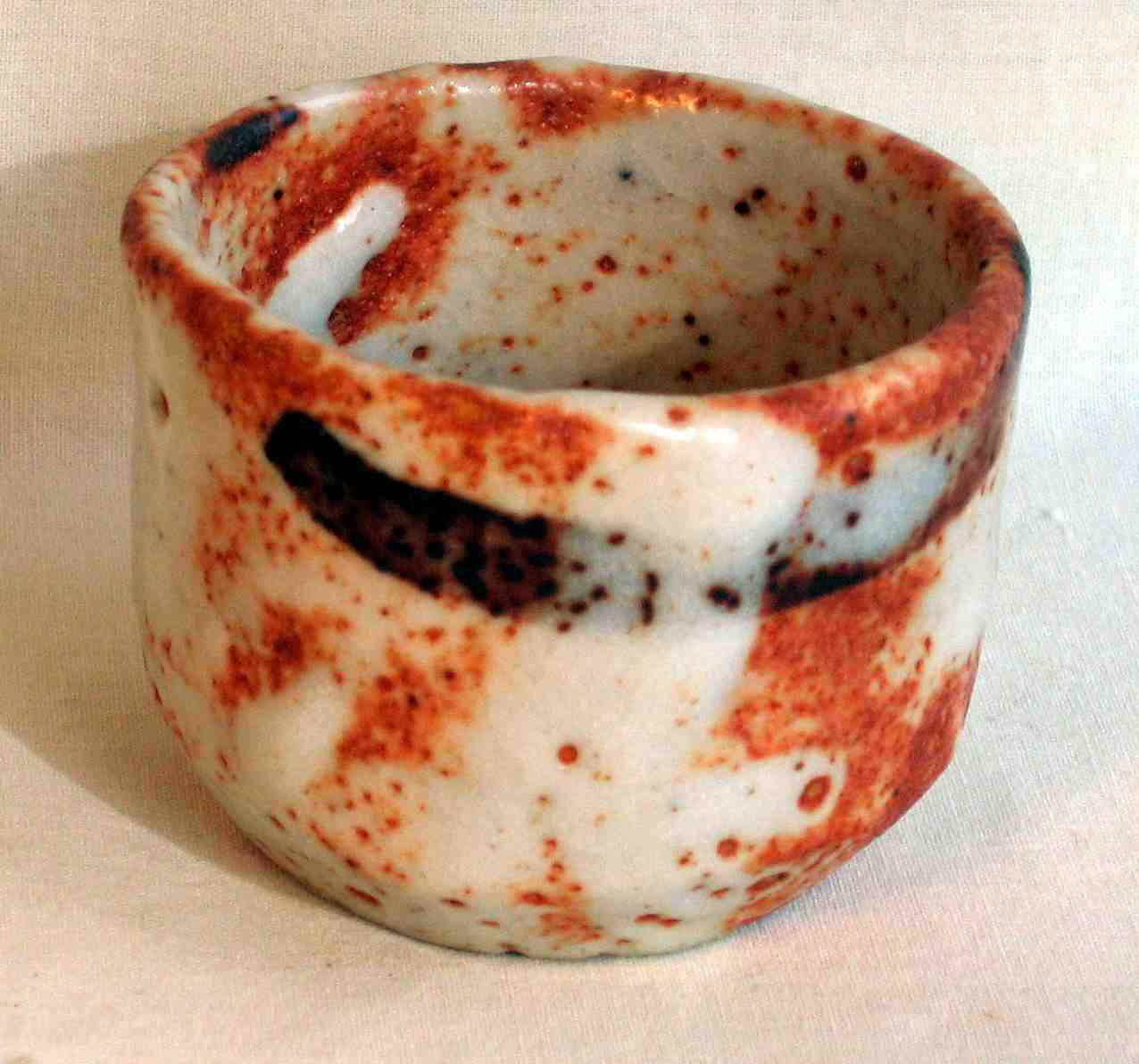
La forma irregolare, la consistenza e i colori tenui di questa piccola tazza da sakè esemplificano il concetto di shibusa

Il termine giapponese shibusa (渋さ?) o shibumi (渋み?) si riferisce al tipo più elevato di bellezza; esso coniuga insieme le caratteristiche contrastanti di "ruvidità" e di "raffinatezza".

## Storia
Il termine venne utilizzato a partire dal periodo Muromachi (1336-1573) per descrivere il gusto amaro o astringente di alcuni alimenti, come per esempio quello dei cachi acerbi, e mantiene tuttora anche questo significato. Il suo contrario è amai (甘い?), che significa "dolce".
All'inizio del periodo Edo (1615-1868), tuttavia, lo stesso termine venne associato a un particolare canone estetico usato per riferirsi a qualsiasi cosa — dalle canzoni alla moda, passando per l'artigianato — che fosse bello per essere sottovalutato, o per essere esattamente ciò che avrebbe dovuto essere senza particolari elaborazioni. In sostanza, l'ideale estetico di shibui si riferiva a manifestazioni, spettacoli, persone o oggetti che fossero belli in modo diretto e semplice, senza essere appariscenti.

## Descrizione

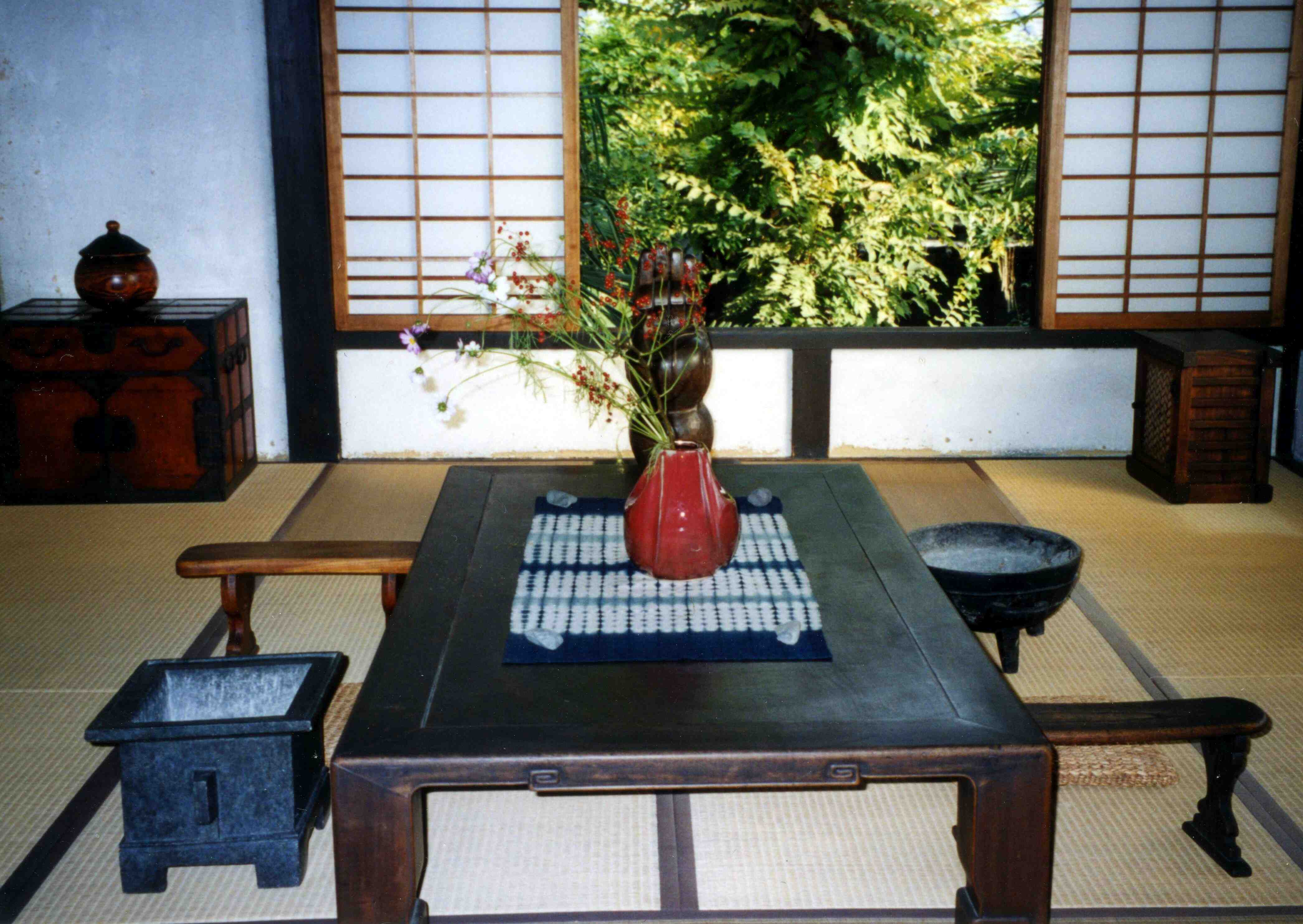
Le linee rette e pulite degli interni della residenza di Kanjirō Kawai a Kyoto incarnano la semplicità, una delle sette qualità proprie di shibusa

Nel 1960 Yanagi Sōetsu, direttore del Museo di Arti e mestieri popolari di Tokyo, descrisse shibusa come avente sette qualità: la semplicità (ovvero qualcosa di austero, disadorno e non abbellito, in quanto qualcosa di complesso non può incarnare il concetto di shibusa; un buon esempio sono gli interni di una casa tradizionale giapponese), l'implicito (si riferisce al significato intrinseco o qualcosa di profondo che si deve avere se si vuole evitare di essere poco profondi o superficiali; un esempio è il giardino zen del tempio Ryōan-ji a Kyoto, il cui semplice assemblaggio fatto di sassi e ghiaia lascia libero spazio alle interpretazioni sul suo significato), la modestia (l'oggetto shibui non fa valere la sua presenza né sottolinea la personalità del suo artista o dell'artigiano, esso tende ad esaltare ciò che lo circonda piuttosto che se stesso), la tranquillità (oppure serenità, compostezza, sobrietà, calma e silenzio; un esempio è il cha no yu, tra i cui elementi vi sono la ricerca della serenità e della pace: queste ultime vengono catturate in molte sculture buddiste, composizioni floreali, e in altre manifestazioni artistiche), la naturalezza (ciò che è shibui non può essere artificiale; l'imperfezione e l'asimmetria degli oggetti, i materiali naturali utilizzati e i colori definiti "fangosi", sommessi e tranquilli hanno il compito di non attirare l'attenzione su di essi), la ruvidezza (gli oggetti shibui, in quanto naturali, sono spesso irregolari al tatto; tutto ciò che si trova in natura come la corteccia di un albero o un sasso muschiato soddisfa questa caratteristica) e la normalità (gli oggetti shibui devono essere lontani dalle anomalie, essi devono essere forti e robusti e ricalcare l'ideale della purezza, uno dei cardini dello Shintoismo; qualcosa di troppo complesso o lussuoso è sinonimo di anormalità).
Il concetto di shibusa, il quale esalta tutto ciò che non è finito, può andare in contrasto con il principio opposto della pedagogia tradizionale in cui ciò che viene lasciato incompiuto è visto come una debolezza o una carenza; l'"incompletezza" tipica di shibusa, tuttavia, è vista come una chiamata a partecipare piuttosto che come motivo di rimprovero. Inoltre la bellezza degli oggetti shibui non è una bellezza creata ad hoc dall'artista per ammaliare l'osservatore, bensì lo scopo del creatore è invitare egli a trarre la bellezza dagli oggetti al suo posto, elevando allo stato di artista l'osservatore stesso.